# Lewitzer
De lewitzer is een recent Duits ponyras met een schofthoogte van 1,27 meter tot 1,39 meter, dat nog in ontwikkeling is uit enkele bekende pony- en paardenrassen. De lewitzer heeft een elastische gang, een zwartbonte of bruinbonte tekening en wordt gezien als leergierig en vriendelijk. Het dier wordt ingezet bij wedstrijden en door de vrijetijdsruiter.

## Geschiedenis
De lewitzer werd in Mecklenburg-Voor-Pommeren gefokt uit een selectie van pony's en kleine paarden in het district rond Teterow, in het noordelijk deel van de toenmalige DDR. Elders in deze deelstaat, in het natuurgebied Lewitz, is vanaf 1971 gewerkt aan het creëren van dit ras, waarbij elementen van de Arabische en Engelse volbloed ingefokt zijn, wat vooral aan het uiterlijk te zien is. Sinds 2005 kunnen alleen nakomelingen van geregistreerde dieren als lewitzer worden beschouwd. Voor veredeling kunnen geregistreerd worden:
- Duitse rijpony
- Arabische volbloed
- Engelse volbloed

Tot 2005 mochten nog verscheidene andere rassen voor de fokkerij ingezet worden.